# ベルギューン

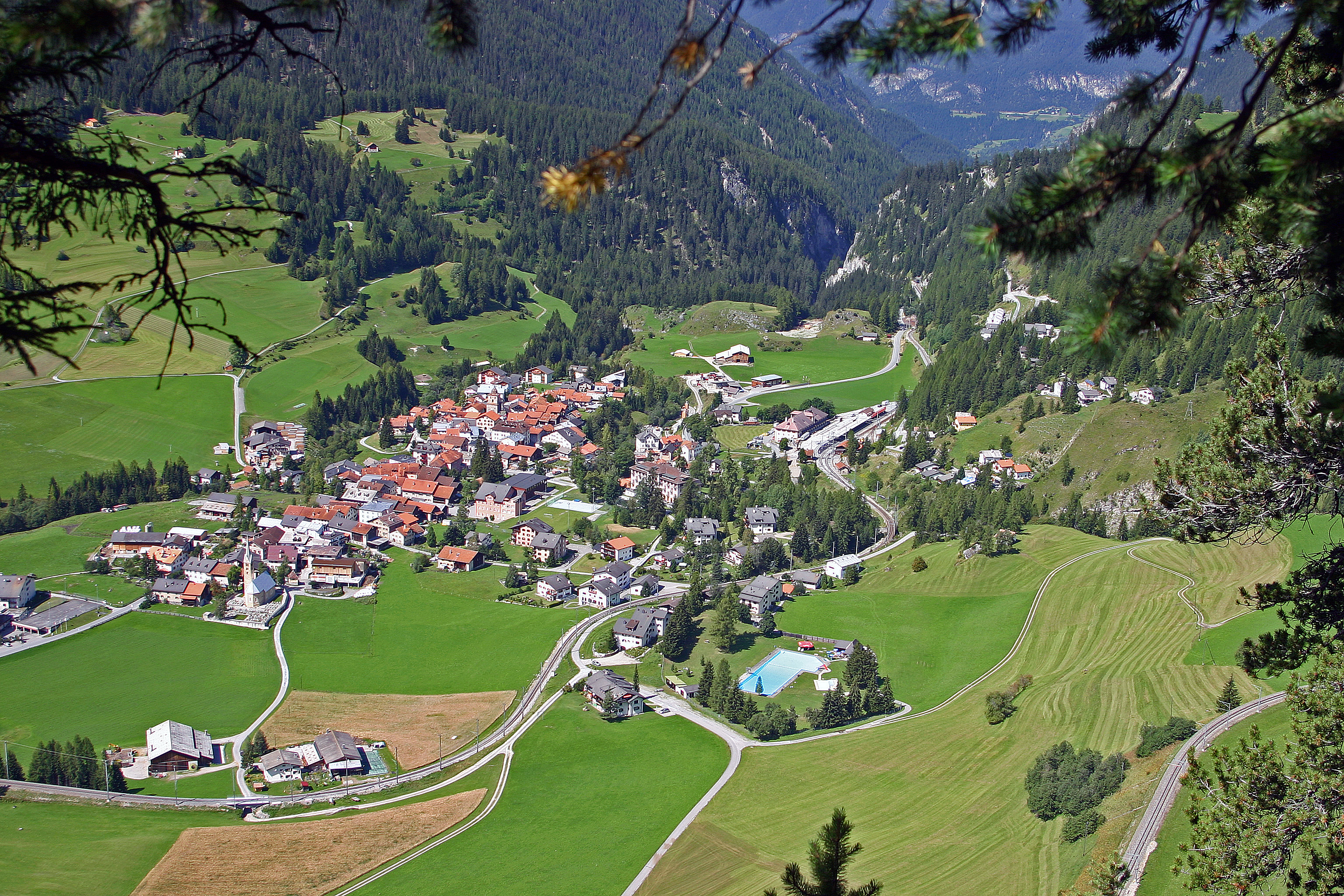
ベルギューン全景

ベルギューン（ドイツ語: Bergün、ロマンシュ語：Bravuogn）は、スイス東部、グラウビュンデン州にある基礎自治体。アルプスの麓に位置する。グラウビュンデン州を中心に路線網を持つレーティッシュ鉄道の駅があり、沿線は「レーティッシュ鉄道アルブラ線／ベルニナ線と周辺の景観」の名で世界遺産に登録されている。世界的に人気の観光列車「氷河特急」が通り抜ける。
ベルギューンとプレーダ間の鉄道は、5つのループトンネルで400ｍの高度差を登り降りするアルブラ線のハイライト区間のひとつ。鉄道はプレーダからさらにアブルラトンネルを抜け、エンガディン地方に向かう。冬季はプレーダ駅からベルギューンまでソリで滑り降りることができる。
ベルギューン駅前にはアルブラ鉄道博物館があり、レーティッシュ鉄道の歴史と文化を紹介している。博物館の建物前にある運転シミュレーターがあり、歴史的な車両の運転席からアルブラ谷の風景の中を走る体験ができる。
ベルギューン付近の集落ラッチ（Latsch）では、ハイジの映画（制作国・スイス）が撮影の舞台となった。